# Carmen Cuesta
Carmen Cuesta Loeb (* um 1955 in Madrid als Carmen Cuesta) ist eine spanisch-amerikanische Sängerin und Schauspielerin.

## Leben und Wirken
Cuesta wuchs in Madrid auf und war Mitglied von Kirchen- und Schulchören. Mit 15 Jahren sang sie, schrieb eigene Songs und spielte sie Gitarre. Während sie an der Universität Madrid Pädagogik studierte, entstanden erste Musikaufnahmen. Sie spielte im Musical Godspell, um dann eine Solokarriere als Sängerin und Songwriterin zu verfolgen. Sie sang auch im Jazzbereich. 1976 spielte sie in dem Spielfilm Retrato de familia mit und zog für sechs Monate nach London, um Tanz und Englisch zu studieren. Weitere Auftritte in Filmen hatte sie laut IMDb nicht mehr.
Als Cuesta in einer großen Produktion am Teatro Monumental auftrat, lernte sie Chuck Loeb kennen; 1979 heiratete sie ihn und zog nach New York City. Dort wurde sie Mitglied der Gruppe Paradise von Andy LaVerne. Dann gründete sie mit Loeb ihre erste gemeinsame Gruppe, Paralelo, die Jazz, Popmusik, Rockmusik und lateinamerikanische Musik miteinander fusionierte. Nach einer Zeit als Co-Moderatorin der Fernseh-Talkshow Imagenes für SIN (das größte spanischsprachige Netzwerk in den USA) unterbrach sie ihre Karriere, um sich ganz ihren Töchtern Kindern Christina und Lizzy zu widmen, die Mitte der 1980er Jahre geboren wurden und später Sängerinnen wurden.
Als ihre Töchter älter waren, nahm Cuesta mit Musikern wie Earl Klugh, Grover Washington, Michael Franks, Peabo Bryson und Spyro Gyra auf. 1989 synchronisierte sie eine Folge der Serie The Jim Henson Hour, außerdem waren 1995/1996 in mehreren Folgen der Serie The Puzzle Place von ihr verfasste Songs zu hören.
Mitte der 1990er Jahre startete Cuesta ihre Solokarriere und legte 1996 ihr Debütalbum One Kiss vor. Zu ihren weiteren CDs gehören Peace of Mind (mit Bob James), Dreams (mit Michael Brecker und John Patitucci) und You Still Don’t Know Me. Ihr Album Mi Bossa Nova (2010) wurde von der Kritik gelobt und stand mehrere Wochen auf Platz 1 der Billboard Latin Charts. Zurück in Spanien veröffentlichte sie ihr Bolero-Album Toda una vida (2013) sowie zuletzt gemeinsam mit Loeb Palabras (2017).